# Feröer zászlaja
Feröer zászlaja (feröeriül: Merkið, azaz jel, jelkép) fehér háttér előtt fektetett vörös keresztet (ún. skandináv keresztet) ábrázol, amelyet kék sáv fut körbe. A zászló vízszintes arányai 6:1:2:1:12, függőleges arányai 6:1:2:1:6, ami megegyezik a norvég zászlóéval.

## Története

### A zászló eredete

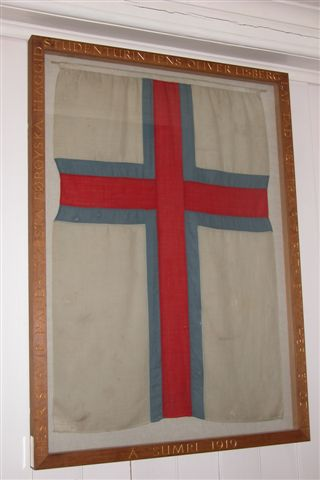
Az első zászló a fámjini templom falán

A feröeri zászlót két feröeri diák tervezte Koppenhágában, majd egyikük, Jens Olivur Lisberg (1896-1920) jogászhallgató ki is tette azt fámjini otthonában 1919. június 22-én (ez a zászló ma a fámjini templom falán lóg). A zászló az északi országok színeinek és formáinak, a norvég és izlandi színek, valamint a skandináv kereszt felhasználásával készült. A vörös és a kék hagyományos feröeri színek is, a fehér pedig a tenger habját és Feröer tiszta, fényes egét jelképezi.

### Először a hajókon

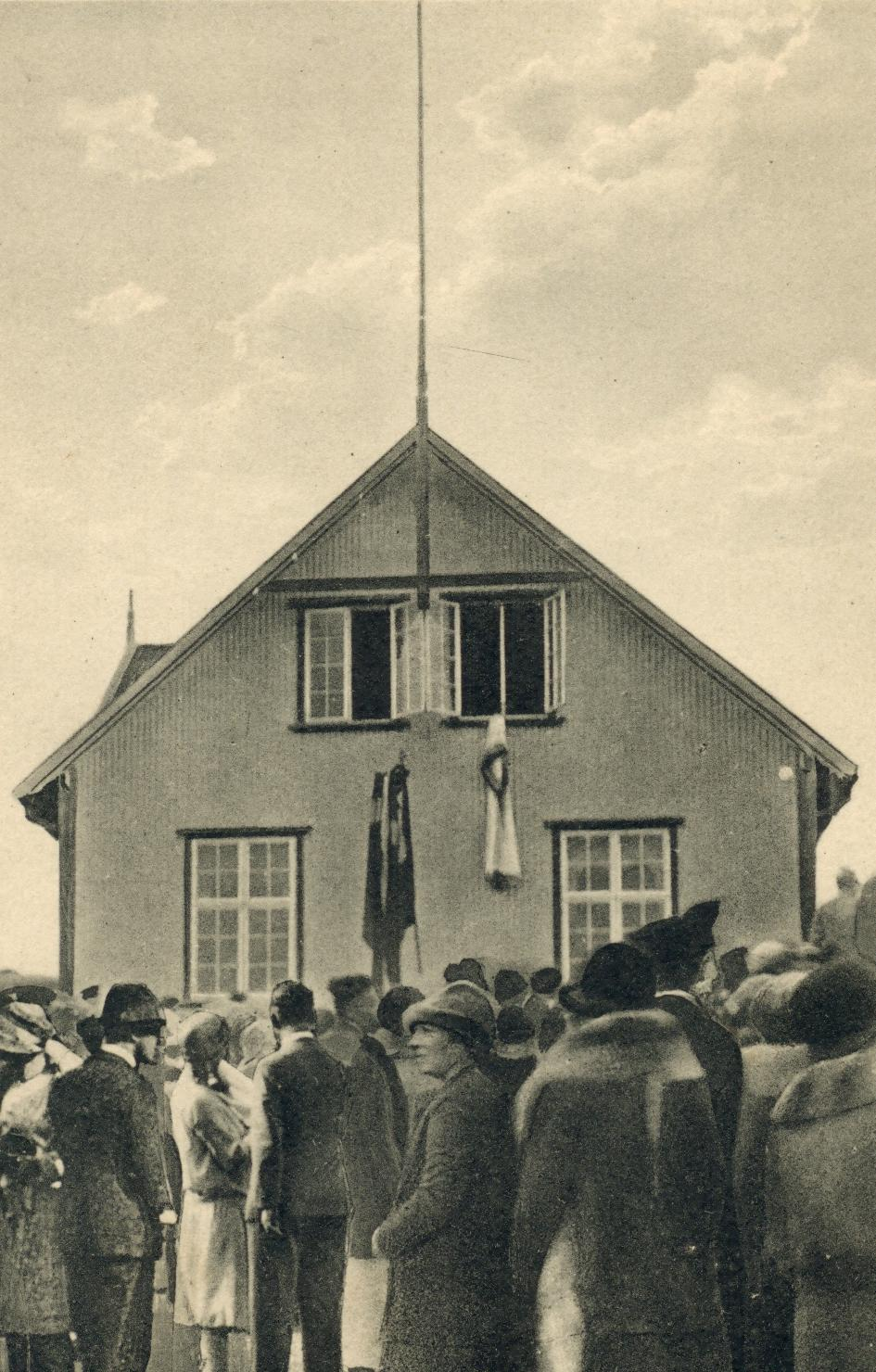
az 1930-as "botrányos" zászlófelvonás

A zászló a 20-as években felbukkant egy-egy feröeri illetőségű hajón (az első csónak neve, amelyen a zászlót használták, Sigmundur volt), kezdetben csak kisebb csónakokon. 1923-ban jelent meg az első nagyobb hajón (a Neptunon). A szárazföldön is elterjed a zászló. 1930-ban egy hivatalos helyre kitett feröeri zászlót a dán hatóságok visszavonatak, ez elég is volt a feröerieknek, demonstráltak. Később, az 1930-as években újra felvonták a Løgting épületére a feröeri zászlót.

### A háború alatt
A feröeri zászlót 1940-ig mégiscsak főképp a szárazföldön használták, 1940 áprilisában azonban – miután a németek elfoglalták Dániát – a feröeri hajóknak a tengeren veszélyes volt dán zászló alatt hajózni, így még inkább a feröeri zászló alatt hajóztak. Először a brit hatóságok ismerték el a feröeri zászlót; ezt 1940. április 25-én Winston Churchill jelentette be hivatalosan a BBC adásában, aki akkoriban az Admiralitás első lordja volt. A háború alatt a feröeri hajók egészen az Egyesült Államokig eljutottak, és mivel addigra már az egész világ látta a zászlót, ez még több embert ösztönzött arra, hogy használják.

### Hivatalos elismerés
A háború után a Dánia és Feröer közötti kapcsolat további jövőjéről szóló vitákban jelentős szerep jutott a zászló kérdésének is. A dán hatóságok 1948-ban hivatalosan is elismerték a zászlót mint Feröer jelképét. A feröeri parlament 1949-ben határozott arról, hogy az 1940-es történések emlékére április 25-e a Feröeri Zászló Napja legyen.

## Változatok

Feröer zászlaja a 19. században
Az egykori kalmari unió színeiből kialakított feröeri zászló
2000-ben előterjesztett zászló